# Giuliana Calandra
Giuliana Calandra (Moncalieri, 10 febbraio 1936 – Aprilia, 25 novembre 2018) è stata un'attrice italiana.

## Biografia
Nel 1961, insieme a Lilli Lembo, presentò il Festival di Sanremo. Fece il suo esordio nel cinema con Lando Buzzanca nel film del 1972 La calandria e a seguire Storia di una monaca di clausura e Film d'amore e d'anarchia; in seguito fu voluta da Dario Argento nel cast del film Profondo rosso (1975), nel ruolo della scrittrice Amanda Righetti, accanto a David Hemmings, Clara Calamai, Daria Nicolodi e Gabriele Lavia. Il film le procurò un contratto di 12 anni per il cinema, facendole interrompere la carriera teatrale.
Recitò in Caro Michele (1976), L'ultima donna (1975) di Ferreri, Il... Belpaese (1977), Ritratto di borghesia in nero (1978), e la triade di Alberto Lattuada, che valorizzò maggiormente il suo talento di attrice drammatica: Così come sei (1978), Il corpo della ragassa (1979), regia di Pasquale Festa Campanile e La cicala (1980). Nel 1982 fu la muscolosa e forzuta domestica in Arrivano i miei di Nini Salerno.
Nel 1973 interpretò lo sceneggiato televisivo Napoleone a Sant'Elena e l'anno successivo fu nel cast di Anna Karenina. Nel 1978 prese parte al ciclo televisivo Rai sulle opere di Eduardo De Filippo, recitando nella commedia Le voci di dentro.  Sempre in ambito teleteatrale fu scelta per Il berretto a sonagli di Luigi Pirandello. 
Partecipò a film fortunati come Il turno (1981), con Vittorio Gassman, Laura Antonelli e Paolo Villaggio, In viaggio con papà (1982), Il petomane (1983), L'allenatore nel pallone (1984) e Desiderando Giulia (1986). Tra il 1999 e il 2002 interpretò Anna nella fiction Commesse. Il suo ultimo lavoro fu nel sequel de L'allenatore nel pallone 2 (2008), accanto a Lino Banfi.
Morì il 25 novembre 2018, ad Aprilia, all'età di 82 anni. Il funerale è stato celebrato, dopo due giorni, presso la basilica di Santa Maria in Montesanto a Roma.

## Filmografia

### Cinema

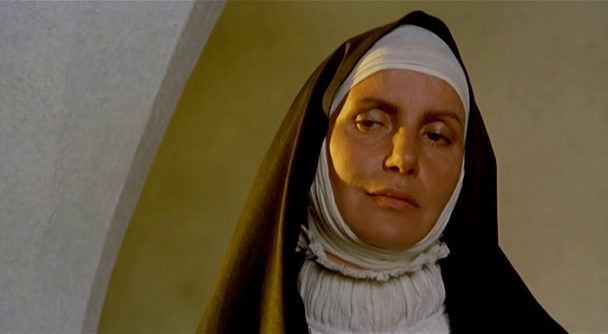
Giuliana Calandra in Storia di una monaca di clausura (1973)

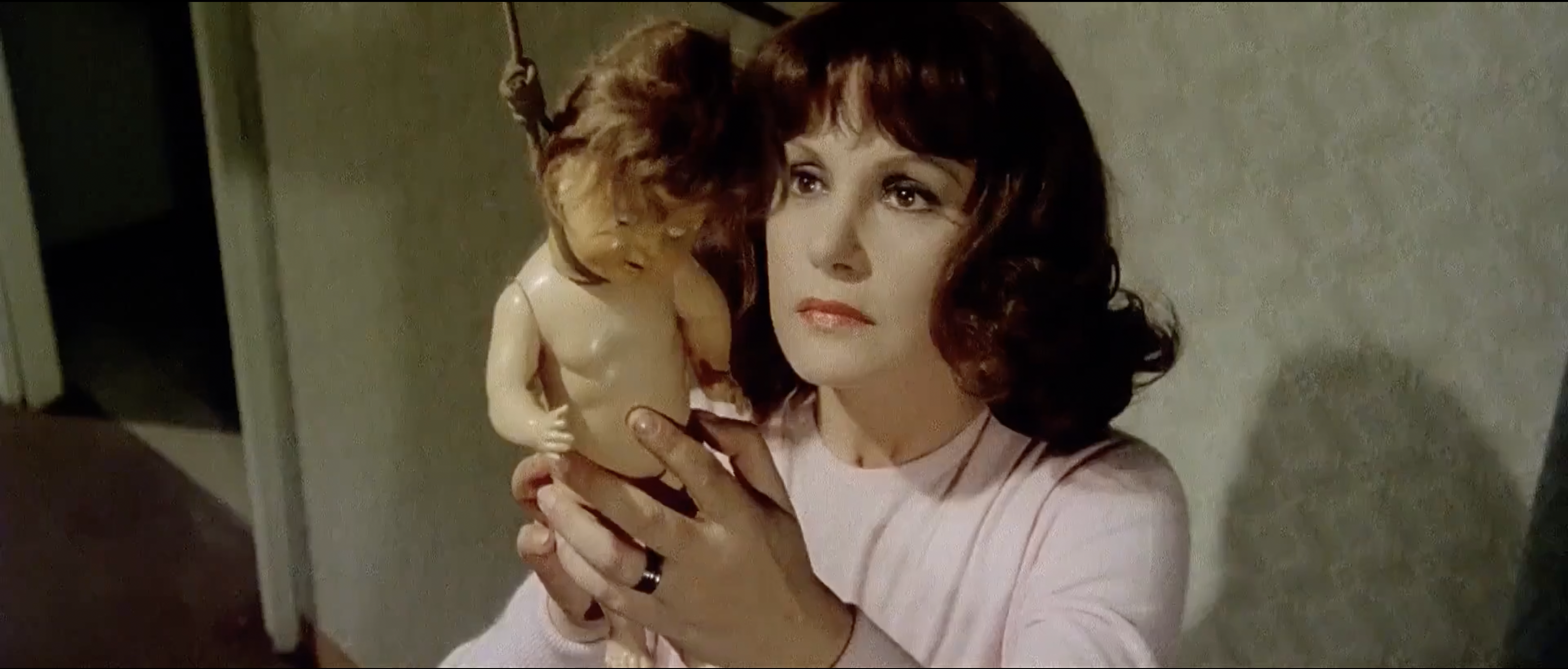
Giuliana Calandra in Profondo rosso (1975)

- La calandria, regia di Pasquale Festa Campanile (1972)
- Storia di una monaca di clausura, regia di Domenico Paolella (1973)
- Film d'amore e d'anarchia - Ovvero "Stamattina alle 10 in via dei Fiori nella nota casa di tolleranza...", regia di Lina Wertmüller (1973)
- La nottata, regia di Tonino Cervi (1974)
- Il bestione, regia di Sergio Corbucci (1974)
- Tutto a posto e niente in ordine, regia di Lina Wertmüller (1974)
- Terminal, regia di Paolo Breccia (1974)
- Di che segno sei?, regia di Sergio Corbucci (1975)
- Profondo rosso, regia di Dario Argento (1975)
- Jo Gaillard – serie TV, episodio Scalo a Genova (1975)
- Simone e Matteo - Un gioco da ragazzi, regia di Giuliano Carnimeo (1975)
- L'affittacamere, regia di Mariano Laurenti (1976)
- Caro Michele, regia di Mario Monicelli (1976)
- Giovannino, regia di Paolo Nuzzi (1976)
- Squadra antifurto, regia di Bruno Corbucci (1976)
- L'ultima donna, regia di Marco Ferreri (1976)
- La segretaria privata di mio padre, regia di Mariano Laurenti (1976)
- Il... Belpaese, regia di Luciano Salce (1977)
- Difficile morire, regia di Umberto Silva (1977)
- Ecco noi per esempio..., regia di Sergio Corbucci (1977)
- Così come sei, regia di Alberto Lattuada (1978)
- Quando c'era lui... caro lei!, regia di Giancarlo Santi (1978)
- Ritratto di borghesia in nero, regia di Tonino Cervi (1978)
- Chiaro di donna, regia di Costa-Gavras (1979)
- Il corpo della ragassa, regia di Pasquale Festa Campanile (1979)
- Il lupo e l'agnello, regia di Francesco Massaro (1980)
- Il turno, regia di Tonino Cervi (1981)
- Bello mio, bellezza mia, regia di Sergio Corbucci (1982)
- In viaggio con papà, regia di Alberto Sordi (1982)
- Dio li fa poi li accoppia, regia di Steno (1982)
- Sesso e volentieri, regia di Dino Risi (1982)
- Arrivano i miei, regia di Nini Salerno (1983)
- Il petomane, regia di Pasquale Festa Campanile (1983)
- Jocks, regia di Riccardo Sesani (1983)
- L'allenatore nel pallone, regia di Sergio Martino (1984)
- A tu per tu, regia di Sergio Corbucci (1984)
- Un caso d'incoscienza, regia di Emidio Greco (1984)
- Occhio nero occhio biondo occhio felino..., regia di Emma Muzzi Loffredo (1984)
- Uno scandalo perbene, regia di Pasquale Festa Campanile (1984)
- Desiderando Giulia, regia di Andrea Barzini (1986)
- Il coraggio di parlare, regia di Leandro Castellani (1987)
- Regina, regia di Salvatore Piscicelli (1987)
- Rimini Rimini, regia di Sergio Corbucci (1987)
- La cintura, regia di Giuliana Gamba (1989)
- Faccione, regia di Christian De Sica (1991)
- Non chiamarmi Omar, regia di Sergio Staino (1992)
- Signorina Giulia, regia di Roberto Marafante (1992)
- La casa dove abitava Corinne, regia di Maurizio Lucidi (1996)
- Mari del sud, regia di Marcello Cesena (2001)
- Bella e impossibile (Per finta e per amore), regia di Marco Mattolini (2002)
- Poco più di un anno fa - Diario di un pornodivo, regia di Marco Filiberti (2003)
- L'allenatore nel pallone 2, regia di Sergio Martino (2008)

### Televisione
- Professione vacanze, regia di Vittorio De Sisti – miniserie TV (1986)
- Quando ancora non c'erano i Beatles, regia di Marcello Aliprandi – miniserie TV (1988)
- E non se ne vogliono andare!, regia di Giorgio Capitani – film TV (1989)
- Avvocati – miniserie TV (1998)
- Commesse – serie TV (1999-2002)

## Prosa televisiva Rai
- La spada di Damocle di Alfredo Testoni, regia di Vittorio Cottafavi – film TV (1958)
- Il piccolo caffè di Tristan Bernard, regia di Vittorio Cottafavi, trasmessa l'11 febbraio 1963.
- Un mondo sconosciuto, commedia di Henry Denker, regia di Mario Ferrero, trasmessa il 23 settembre 1963.
- Il giocatore, regia di Edmo Fenoglio – miniserie TV (1965)
- L'amica delle mogli di Pirandello, regia di Giorgio De Lullo, trasmessa il 21 aprile 1970.
- La casa di Bernarda Alba di Federico García Lorca, regia di Daniele D'Anza, trasmessa il 22 ottobre 1971.
- Rosso veneziano di Pier Maria Pasinetti, regia di Marco Leto – miniserie TV (1976)
- Le voci di dentro di Eduardo De Filippo, regia di Eduardo De Filippo, trasmessa il 30 e 31 dicembre 1978.
- Il berretto a sonagli di Luigi Pirandello, adattamento in napoletano e regia di Eduardo De Filippo, trasmessa nel 1981.

## Doppiatrici
- Rosetta Calavetta in Storia di una monaca di clausura